# Adam Skalski
Adam Grzegorz Skalski (ur. 31 stycznia 1978) – polski matematyk, pochodzący z Bratoszewic, zajmujący się nieprzemiennym prawdopodobieństwem i algebrami operatorów oraz brydżysta, mistrz międzynarodowy.

## Kariera naukowa
Po ukończeniu studiów pracował na stanowisku asystenta w Katedrze Analizy Funkcjonalnej na Wydziale Matematyki i Informatyki Uniwersytetu Łódzkiego. W roku 2006 uzyskał stopień doktora nauk matematycznych na podstawie rozprawy pt. Quantum Stochastic Convolution Cocycles na Uniwersytecie w Nottingham. Pracuje jako adiunkt w Instytucie Matematycznym PAN. W roku 2013 uzyskał habilitację na podstawie cyklu prac zatytułowanego Certain approximation properties of C*-algebras and the noncommutative Voiculescu entropy of their endomorphisms. W 2019 otrzymał tytuł profesora nauk matematycznych. 
W 2021 został członkiem korespondentem Towarzystwa Naukowego Warszawskiego.
Od 2016 roku zastępca dyrektora Instytutu Matematycznego Polskiej Akademii Nauk do spraw naukowych, odpowiedzialny za Centrum Banacha.
W kadencji 2022-2024 przewodniczący ERCOM.

## Wyniki brydżowe

### Zawody krajowe
W rozgrywkach krajowych zdobywał następujące lokaty:
| Drużynowe mistrzostwa Polski | Drużynowe mistrzostwa Polski | Drużynowe mistrzostwa Polski |
| Sezon                        | Drużyna                      | Pozycja                      |
| ---------------------------- | ---------------------------- | ---------------------------- |
| 2000                         | GKS Bełchatów                | 3                            |

### Zawody światowe
W światowych zawodach zdobył następujące lokaty:
| Mistrzostwa Świata. Konkurencja teamów | Mistrzostwa Świata. Konkurencja teamów | Mistrzostwa Świata. Konkurencja teamów     | Mistrzostwa Świata. Konkurencja teamów | Mistrzostwa Świata. Konkurencja teamów | Mistrzostwa Świata. Konkurencja teamów |
| Rok                                    | Miejsce                                | Zawody                                     | Kategoria                              | Drużyna                                | Pozycja                                |
| -------------------------------------- | -------------------------------------- | ------------------------------------------ | -------------------------------------- | -------------------------------------- | -------------------------------------- |
| 2000                                   | Maastricht                             | 1(M). Akademickie Mistrzostwa Świata Temów | Open                                   | Poland                                 | 8                                      |

| Mistrzostwa Świata. Konkurencja par | Mistrzostwa Świata. Konkurencja par | Mistrzostwa Świata. Konkurencja par | Mistrzostwa Świata. Konkurencja par | Mistrzostwa Świata. Konkurencja par | Mistrzostwa Świata. Konkurencja par |
| Rok                                 | Miejsce                             | Zawody                              | Kategoria                           | Partner                             | Pozycja                             |
| ----------------------------------- | ----------------------------------- | ----------------------------------- | ----------------------------------- | ----------------------------------- | ----------------------------------- |
| 2001                                | Stargard                            | 4 Mistrzostwa Świata Par Juniorów   | Juniorzy                            | Jacek Marciniak                     | 26                                  |
| 1999                                | Nymburk                             | 3. Mistrzostwa Świata Par Juniorów  | Juniorzy                            | Jacek Marciniak                     | 22                                  |

### Zawody europejskie
W europejskich zawodach zdobył następujące lokaty:
| Zawody europejskie. Konkurencja teamów | Zawody europejskie. Konkurencja teamów | Zawody europejskie. Konkurencja teamów    | Zawody europejskie. Konkurencja teamów | Zawody europejskie. Konkurencja teamów | Zawody europejskie. Konkurencja teamów |
| Rok                                    | Miejsce                                | Zawody                                    | Kategoria                              | Drużyna                                | Pozycja                                |
| -------------------------------------- | -------------------------------------- | ----------------------------------------- | -------------------------------------- | -------------------------------------- | -------------------------------------- |
| 2002                                   | Torquay                                | 18. Młodzieżowe Mistrzostwa Europy Teamów | Juniorzy                               | Poland                                 | 5                                      |
| 1998                                   | Wiedeń                                 | 16. Młodzieżowe Mistrzostwa Europy Teamów | Młodzież Szkolna                       | Poland                                 | 3                                      |

## Klasyfikacja
- Adam Skalski – klasyfikacja PZBS
- Adam Skalski – klasyfikacja EBL (ang.)
- Adam Skalski – klasyfikacja EBL (ang.)
- Adam Skalski – klasyfikacja WBF (ang.)
- Adam Skalski – klasyfikacja WBF (ang.)